# Алоис (7-й князь Лёвенштейн-Вертгейм-Розенберг)
Алоис Камилл Жозеф Леопольд Михель Антон Мария, князь Левенштайн-Вертхайм-Розенберг (полное имя: Алоис Камилл Жозеф Леопольд Михель Антон Мария, Фюрст цу Левенштайн-Вертхайм-Розенберг (нем. Aloys Fürst zu Löwenstein-Wertheim-Rosenberg; 15 сентября 1871, Клайнхойбах, Королевство Бавария — 25 января 1952, замок Замок Броннбах, Вертхайм, Баден-Вюртемберг, ФРГ) — немецкий политик и президент центрального комитета немецких католиков, 7-й глава медиатизированного княжеского дома Левенштейн-Вертгейм-Розенберг (1908—1952).

## Биография
Родился 15 сентября 1871 года в Клайнхойбахе. Шестой ребёнок и второй сын Карла I, 6-го князя Левенштайн-Вертхайм-Розенберга (1834—1921), и его супруги, принцессы Софии Лихтенштейнской (1837—1899). Прямой мужской потомок Фридриха I, курфюрста Пфальцского (1425—1476).
После получения среднего образования в иезуитской школе в Фельдкирхе, Алоис закончил юридические школы в Праге и Фрибурге, получив степень доктора юридических наук в 1895 году.
После завершения образования и поездки в Англию Алоис начал заниматься политической деятельностью. Был депутатом палаты лордов Королевства Вюртемберг (1895), нижней палаты Великого герцогства Гессенского (1897), баварского рейхстага (1909) и нижней палаты Великого герцогства Баденского (1910). В 1907 году его отец Карл вступил в Доминиканский орден и стал священником в 1908 году, после чего передал свои дворянские титулы и обязанности второму сыну Алоису.
В 1907 году Алоис Левенштайн-Вертхайм-Розенберг от избирательного округа Трир был избран в германский рейхстаг, в котором он заседал до распада Германской империи в 1918 году. В 1914 году князь Алоис в качестве добровольца принял участие в Первой мировой войне. Он критиковал внешнюю политику Германии и считал её слишком властолюбивой. Он был членом центрального комитете немецких католиков и помогал интеграции католиков Эльзаса-Лотарингии в состав Германской империи.
С 1911 по 1948 год Алоис Левенштайн-Вертхайм-Розенберг был президентом Международного института миссионерских исследований в Мюнстере. С 1920 года он также являлся председателем центрального комитета немецких католиков.
После прихода к власти в Германии Адольфа Гитлера в 1933 году деятельность центрального комитета немецких католиков стала невозможной. В 1934 году прусский премьер-министр Герман Геринг потребовал от центрального комитета немецких католиков, съезд которого был запланирован в Глейвице, принести присягу на верность третьему рейху. Князь Алоис отказался это сделать, и центральный комитет немецких католиков был запрещен. Только в 1948 году центральный комитет немецких католиков возобновил свою работу. В том же году Алоис передал свою должность старшему сыну Карлу Фридриху.

## Брак и дети
27 сентября 1898 года в городе Костелец-над-Орлици в Богемии Алоис женился на графине Жозефине Кински фон Вхиниц унд Теттау (23 августа 1874 — 23 апреля 1946), дочери графа Фридриха Карла Кински фон Вхиниц унд Теттау и графини Софии Марии Мануэлы фон Менсдорф-Поульи . Супруги имели девять детей:
- Принцесса София Левенштайн-Вертхайм-Розенберг (9 мая 1900 — 16 февраля 1982), замужем с 1910 года за графом Карлом фон и цу Эльц (1896—1922)
- Принцесса Агнесса Левенштайн-Вертхайм-Розенберг (13 июля 1902—1991), член ордена Божественных Сердец Иисуса[3][4]
- Карл, 8-й князь Левенштайн-Вертхайм-Розенберг (8 февраля 1904 — 23 августа 1990), женат с 1935 года на Каролине деи Конти Риньон[3][4]
- Принцесса Моника Левенштайн-Вертхайм-Розенберг (25 февраля 1905 — 28 декабря 1992), муж с 1926 года Эрих Август, князь Вальдбург-Цейль-и-Траухбург (1899—1953)[3][4]
- Принц Феликс Левенштайн-Вертхайм-Розенберг (6 апреля 1907 — 21 октября 1986), иезуит[3][4]
- Принцесса Тереза Левенштайн-Вертхайм-Розенберг (родился 27 декабря 1909), муж с 1933 года Карл Вольфганг граф фон Баллестем (род. 1903)[3][4]
- Принц Фердинанд Левенштайн-Вертхайм-Розенберг (27 декабря 1909 — 8 февраля 1990), иезуит[3][4]
- Принцесса Мария-Анна Левенштайн-Вертхайм-Розенберг (25 февраля 1914 — 22 июля 2000), муж с 1935 года Фердинанд, граф фон Маньи (1905—1996)[3][4]
- Принц Йоханнес Левенштайн-Вертхайм-Розенберг (8 июля 1919 — 1 декабря 2000), женат с 1949 года на баронессе Кристине фон Лоэ (род. 1927)[3][4]

Одним из его потомком является Карл Теодор цу Гуттенберг.

## Титулы и стили
- 15 сентября 1871—1908: «Его Светлость Наследный Принц Левенштайн-Вертхайм-Розенберг»
- 1908 — 25 января 1952 года: «Его Светлость Князь Левенштайн-Вертхайм-Розенберг».